# .ve
.ve – domena internetowa przypisana do Wenezueli. Została utworzona 7 marca 1991. Zarządza nią Comisión Nacional de Telecomunicaciones (CONATEL).